# Diritti LGBT in Azerbaigian
Le persone lesbiche, gay, bisessuali e transgender (LGBT) in Azerbaigian possono affrontare sfide legali non sperimentate dai residenti eterosessuali. Con l'entrata in vigore del nuovo codice penale in Azerbaigian, il 1º settembre 2000, l'attività sessuale tra persone dello stesso sesso maschile è stata depenalizzata ufficialmente.
Dopo più di 20 anni le coppie dello stesso sesso non sono ancora assimilabili alle famiglie convenzionali in quanto non hanno le stesse protezioni legali disponibili per le coppie eterosessuali, né al momento vi sono leggi sulle unioni civili o semplicemente dei PACS.
Non vi sono ancora leggi a tutela di persone LGBT e l'omosessualità di per sé non viene affrontata quanto si deve in quanto argomento ancora fortemente tabù.
Le aggressioni omofobe e le discriminazioni sono ancora molto diffuse, in quanto né la politica né tantomeno la polizia si interessa abbastanza a tutelare gli omosessuali.
Essere gay in Azerbaigian può essere ancora molto difficile a causa della mentalità conservatrice della società, anche se l'Azerbaigian, per la maggior parte della sua composizione, viene ritenuto un paese laico con maggioranza musulmana meno praticante rispetto agli altri paesi musulmani.
Il motivo dietro l'omofobia è quindi principalmente dovuto a causa della mancanza di una conoscenza specifica riguardo al tema dell'omosessualità; la società rimane ancora attaccata alle vecchie tradizioni e le famiglie di ragazzi e ragazze LGBT hanno moltissima difficoltà e/o spesso non sono in grado di accettare la sessualità dei propri familiari, soprattutto nelle zone rurali.
Le relazioni omosessuali vengono quindi ostacolate anche violentemente dai familiari, giungendo anche a matrimoni eterosessuali forzati.
Nonostante gli omosessuali azeri subiscano costanti molestie e alcune discriminazioni, essi godono di una situazione di certo lungamente migliore di quelli del vicino Iran, dov'è in vigore la pena di morte.
L'Azerbaigian è uno dei pochi paesi a grande maggioranza musulmana (come l'Albania, la Turchia, la Bosnia ed Erzegovina e il Kosovo, Kazakistan, Giordania) a non includere leggi contro l'omosessualità.

## Storia

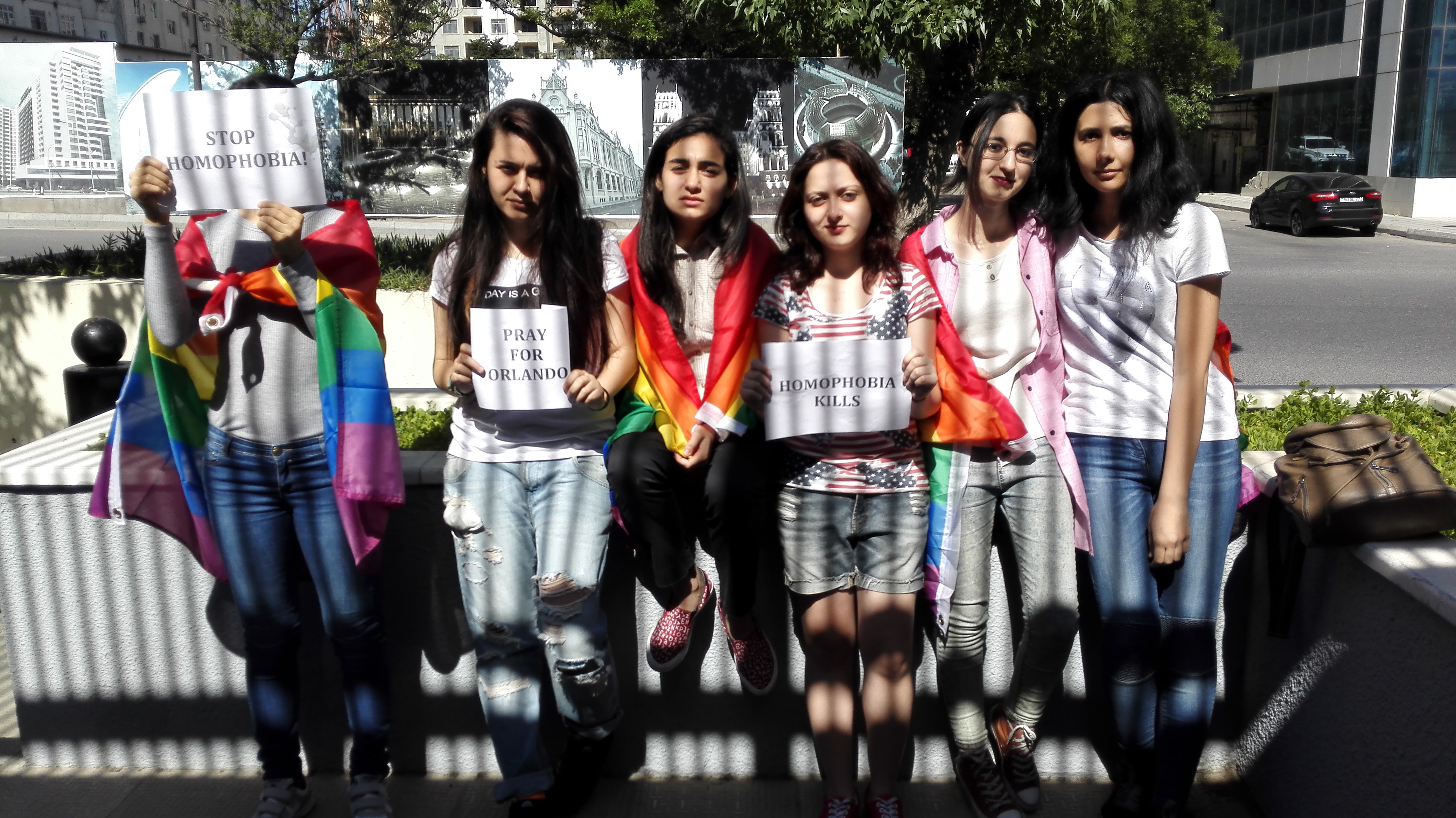
Ragazze azere dimostrano contro l'Attentato di Orlando del 2016, il giorno dopo la tragedia.

Dopo aver dichiarato l'indipendenza dalla Russia nel 1918, la Repubblica Democratica di Azerbaigian non contemplava leggi esplicite contro l'omosessualità.
Quando l'Azerbaigian è diventato una parte dell'Unione delle Repubbliche Socialiste Sovietiche nel 1920, è stata oggetto raramente di discriminazione secondo le leggi sovietiche che criminalizzavano la pratica del sesso tra uomini.
Nonostante Vladimir Lenin avesse depenalizzato l'omosessualità nella prima Russia sovietica, i rapporti sessuali tra uomini (erroneamente definiti come pederastia nelle leggi, piuttosto che sodomia come termine tecnicamente più accurato) divennero reato nel 1923 nella Repubblica Socialista Sovietica Azera, punibile fino a cinque anni di carcere per gli adulti consenzienti, o fino a otto anni se si trattasse di rapporti forzati o con accompagnamento di minaccia.
L'Azerbaigian ha riconquistato l'indipendenza nel 1991, e il 30 dicembre 1999 ha approvato il suo nuovo codice penale.
Per entrare a far parte del Consiglio d'Europa l'Azerbaigian ha deciso di eliminare, con l'approvazione del suo nuovo codice penale, le leggi sulla sodomia di epoca sovietica.
Un'edizione speciale di Azerbaijan, il giornale ufficiale dell'Assemblea nazionale, pubblicato il 28 maggio 2000, ha riferito che l'Assemblea aveva approvato un nuovo codice di diritto penale, e che il Presidente aveva firmato un decreto che promulgava la legislazione a partire dal 1º settembre successivo.
Questo prerequisito permise all'Azerbaigian di diventare il 43º stato membro del Consiglio il 25 gennaio 2001, 4 mesi dopo l'abrogazione della legge.

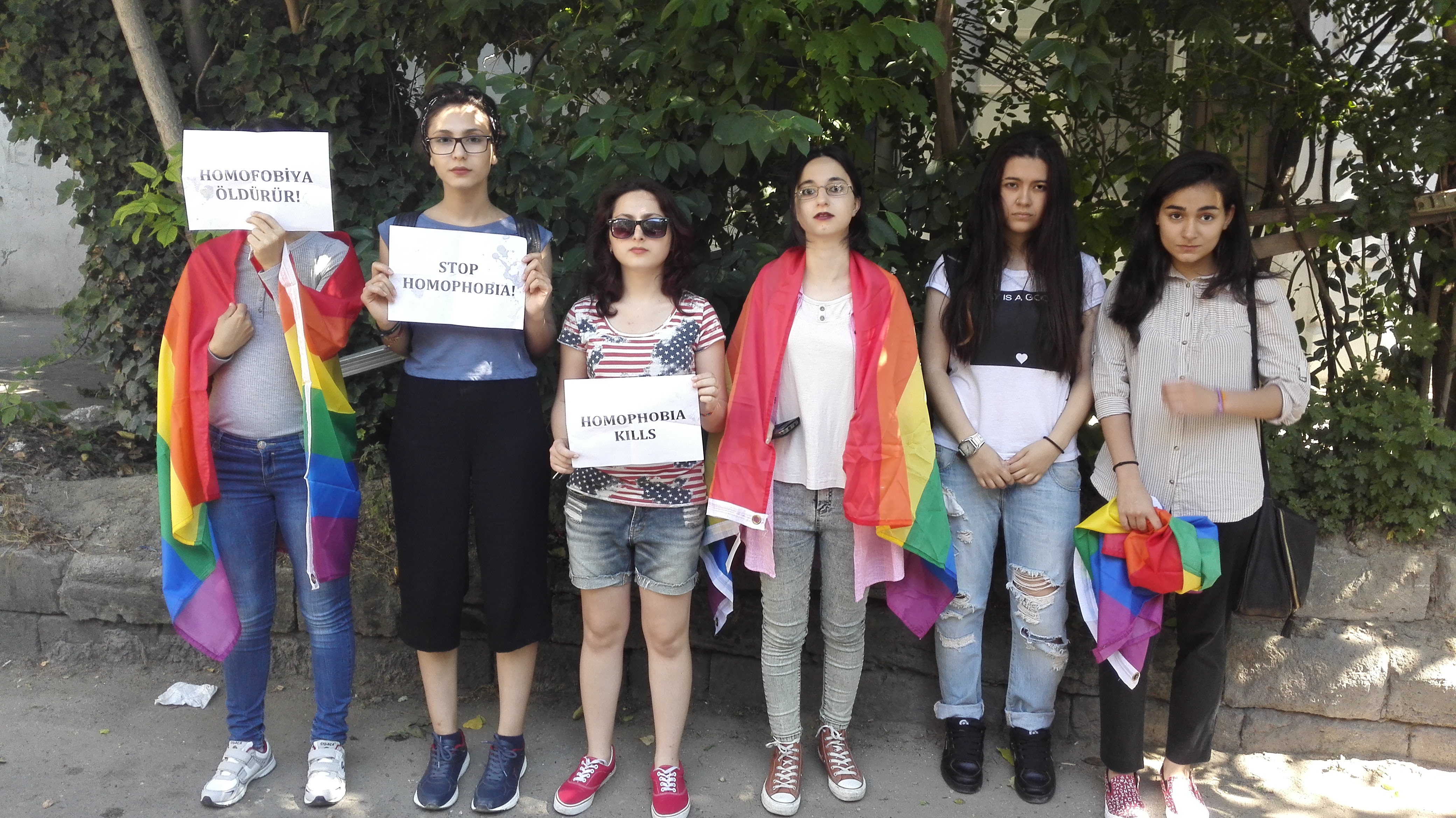
Ragazze protestano contro l'attentato di Orlando il 13 giugno 2016

## Atteggiamento generale

### Società

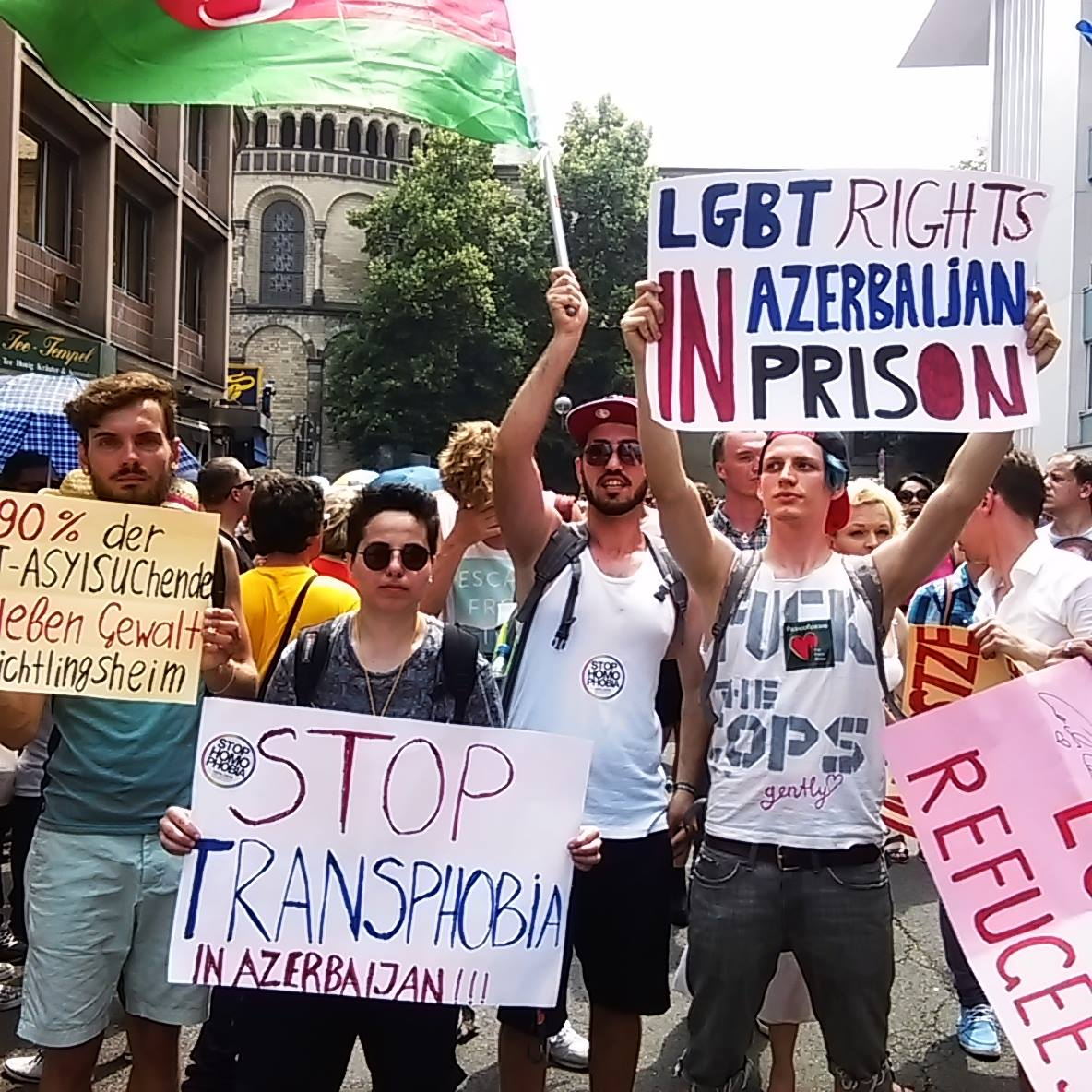
Attivisti LGBT azeri al Gay Pride in Germania nel 2016.

Come nella maggior parte degli altri paesi post-sovietici, anche l'Azerbaigian rimane un luogo dove l'omosessualità è una questione circondata da incomprensione e confusione.
Non c'è quasi nessuna informazione oggettiva o correttiva sugli aspetti psicologici, sociologici e giuridici dell'omosessualità in Azerbaigian, con il risultato che la maggior parte della società semplicemente non sa quello che l'omosessualità è.
Il "Coming out" come persone gay, lesbiche, bisessuali o transgender è quindi raro e le singole persone LGBT hanno paura delle conseguenze.
Così molti perseguono una doppia vita nascosta, con una sensazione di profonda vergogna per il proprio essere gay. Coloro che sono finanziariamente indipendenti e possono permettersi di vivere a Baku sono in grado di condurre una vita sicura come persone LGBT, purché la "pratica" della loro omosessualità si riservi nella loro sfera privata.
Non v'è alcun movimento politico LGBT, ma non v'è neanche la consapevolezza da parte di alcuni attivisti per i diritti umani e per le stesse persone LGBT della necessità di un'organizzazione atta a sostenere i loro diritti ed eventuali protezioni.
Secondo un rapporto del 2001 della Federazione Internazionale di Helsinki "anche se gli atti omosessuali tra adulti consenzienti di sesso maschile sono stati ufficialmente depenalizzati, i rapporti su abusi da parte della polizia contro i gay, principalmente coloro che praticano la prostituzione maschile, hanno persistito. Invece di lamentarsi pubblicamente della violenza contro di loro, le vittime hanno preferito mantenere l'anonimato per timore di ritorsioni e brutalità poliziesca".
Nel 2006 nasce la prima associazione LGBT, chiamata Genere e Sviluppo. Sei anni dopo, nel 2012, nascono altre due organizzazioni, Azad LGBT e Nafas LGBT Azerbaijan Alliance. Entrambe progettano anche delle riforme politiche per garantire i primi diritti alla comunità.
Nell'agosto 2014 un 18enne azero è scappato di casa dopo che la sua famiglia ha scoperto la sua omosessualità tentando, per questo, di ucciderlo.
Nel 2018 si è registrato un 4,7% di progresso in tema LGBT.
Il 14 febbraio 2020, il giorno di San Valentino, il 27enne Ravan Nasimi e il 20enne Alvi Aghabeyov, una coppia gay ha ricevuto migliaia di minacce di morte da parte di omofobi dopo aver pubblicato una fotografia di loro due insieme per celebrare la festa degli innamorati. Le autorità competenti hanno rifiutato di collaborare e di arrestare gli omofobi.

### Media

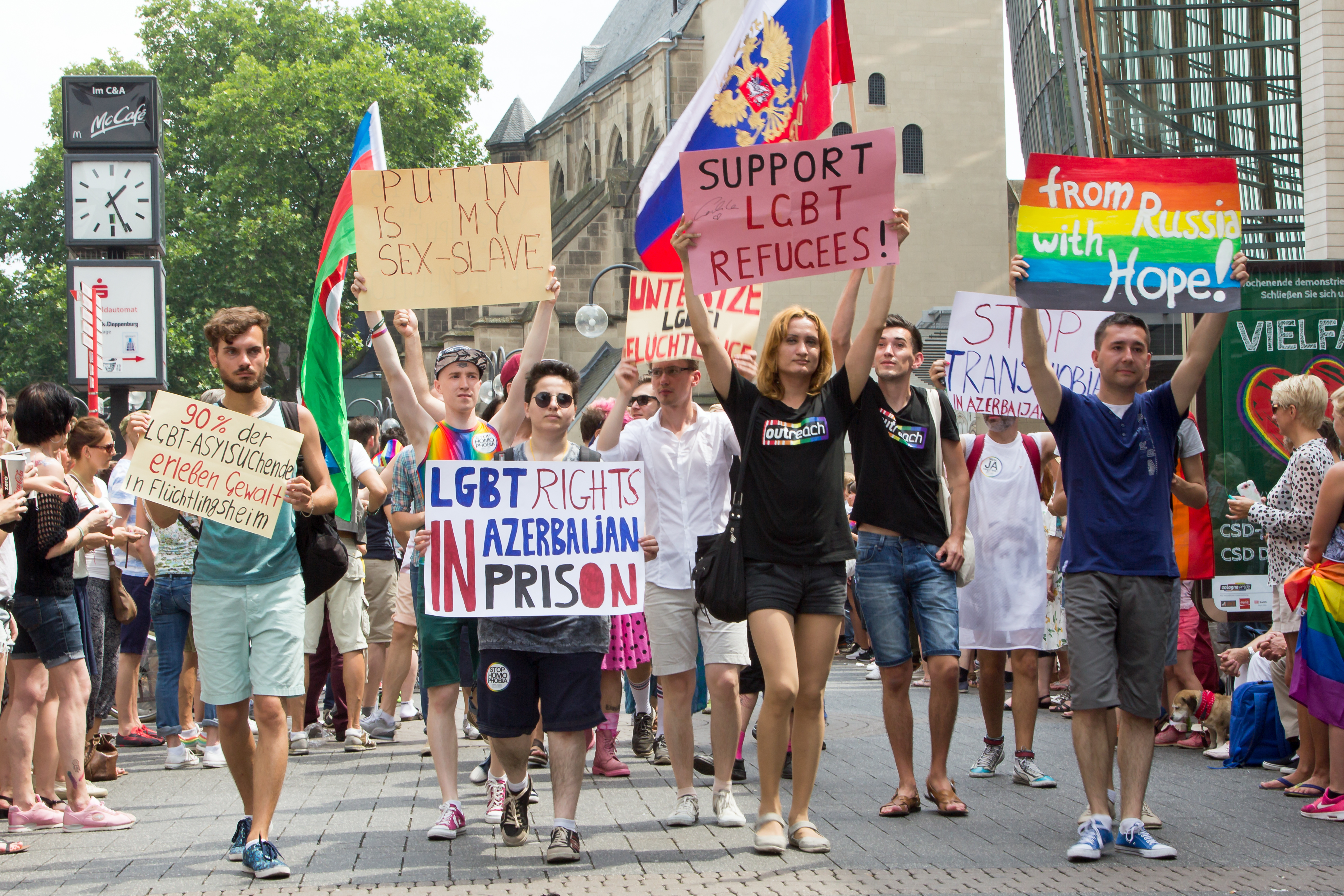
Manifestanti provenienti dall'Azerbaigian al Pride di Colonia (Germania) nel 2015.

Gay.az, il primo sito d'informazione per le persone LGBT in Azerbaigian e del Caucaso è stato aperto da Ruslan Balukhin il 25 maggio 2011.
Ci sono un certo numero di figure LGBT nei media azeri, ma i media controllati dallo stato usano l'omosessualità come uno strumento per tormentare e screditare i critici del governo e i giornalisti dell'opposizione.
La depenalizzazione degli atti omosessuali maschili consensuali nel 2000 è stato un grande passo in avanti nel rispetto dei diritti umani.
La determinazione del defunto presidente Heydar Aliyev per eliminare ogni ostacolo all'adesione dell'Azerbaigian al Consiglio d'Europa è stato il principale fattore che ha condotto alla depenalizzazione.
Al giorno d'oggi in Azerbaigian ci sono altri siti web di cultura LGBT:
- Love is Love, una campagna fotografica online progettata per fornire supporto alla comunità LGBT in Azerbaigian.
- Reng , in memoria del compleanno di Isa Shahmarli, l'AZAD ha prodotto una versione illustrata di diversi scritti di Isa.[16]
- Minority Magazine, affronta questioni educative, divertenti e attuali sulle persone LGBT.[17]

### Letteratura
Nel 2009 Ali Akbar ha scritto un libro chiamato Artush and Zaur ha prodotto scandalo per il suo essere stata focalizzata su un racconto d'amore omosessuale tra una persona armena e una azera, mentre secondo Akbar queste due cose - di essere un gay e di essere armeno - sono i due principali tabù presenti nella società azera.

### Gay pride e manifestazioni
Al 2025, dopo 25 anni dalla depenalizzazione del reato di omosessualità in Azerbaigian, non si è svolta ancora alcun gay pride alcuna o una seppur minima manifestazione a supporto dei diritti degli omosessuali.
Nei mesi precedenti l'Eurovision Song Contest 2012 tenutosi a Baku, la questione ha incominciato ad essere discussa in Azerbaigian con la diffusione di voci secondo cui una parata gay si sarebbe tenuta nei giorni del concorso.
La possibilità di una cosa del genere ha causato anche tensioni diplomatiche con il vicino Iran. Diversi religiosi iraniani, come l'Ayatollah Mohammad Mojtahed Shabestari e Ayatollah Ja'far Sobhani hanno condannato l'atteggiamento "anti-islamico" dell'Azerbaigian.
Ciò ha portato a proteste davanti all'ambasciata iraniana a Baku, dove i manifestanti azeri hanno deriso i leader iraniani. Ali Hasanov, capo degli affari pubblici e del dipartimento politico del governo del presidente dell'Azerbaigian, ha ribadito come le accuse di un ipotetico pride fossero false e ha avvertito l'Iran di non immischiarsi negli affari interni dell'Azerbaigian.
In risposta, l'Iran ha revocato il suo ambasciatore da Baku, mentre l'Azerbaigian ha chiesto che l'Iran si scusasse per le sue dichiarazioni in relazione allo svolgimento dell'Eurovision Song Contest a Baku, e poi ha anche revocato il suo ambasciatore a Teheran.
Nel gennaio 2014 l'attivista LGBT Isa Shahmarli, di soli 20 anni, cittadina azera, si è suicidata impiccandosi con una bandiera arcobaleno.
Nel 2016, l'ILGA Europe ha classificato l'Azerbaigian come il peggior posto in Europa (49º posto sui 49 paesi europei) per quanto riguarda i diritti LGBT, citando "una quasi totale assenza di protezione legale" per le persone LGBT, stesso punteggio negli anni 2017, 2018, 2019, 2020, 2021, 2022.
Nel settembre 2017, è emerso come almeno 100 membri della comunità LGBT a Baku fossero stati arrestati, apparentemente per quanto riguarda la prostituzione. Gli attivisti LGBT hanno riferito che questi detenuti sono stati oggetto di percosse, interrogatori, visite mediche forzate e ricatti.
Il 22 agosto 2021, a Baku, una donna transgender di 27 anni è stata trovata morta dopo essere stata accoltellata e bruciata quando era ancora viva.

## Tabella riassuntiva
| Attività sessuale omosessuale legale                                                                        | (2000)                                 |
| Uguale età del consenso                                                                                     | (2000)                                 |
| Leggi contro la discriminazione nei luoghi di lavoro                                                        | No                                     |
| Legislazione anti-discriminazione nell'uso di beni e servizi                                                | No                                     |
| Leggi anti-discriminatorie in tutte le altre aree (inclusa la discriminazione indiretta e i crimini d'odio) | No                                     |
| Leggi contro le espressioni d'odio                                                                          | No                                     |
| Matrimonio omosessuale                                                                                      | No                                     |
| Riconoscimento tramite unione civile delle coppie dello stesso sesso                                        | No                                     |
| Adozione del figlio del partner da parte di coppie dello stesso sesso                                       | No                                     |
| Adozione da parte di coppie dello stesso sesso                                                              | No                                     |
| Possibilità per gay e lesbiche di servire apertamente nelle forze armate                                    | No                                     |
| Diritto di cambiare genere legalmente                                                                       | Si                                     |
| Accesso alla fecondazione in vitro per le coppie lesbiche                                                   | No                                     |
| Maternità surrogata per le coppie gay                                                                       | No                                     |
| Possibilità di donazione del sangue per gli uomini che hanno rapporti sessuali con altri uomini             | (a nessuno è vietato donare il sangue) |